# جنگل هالاته
جنگل هالاته (به فرانسوی: Forêt d'Halatte) یک جنگل در فرانسه است که در اوآز واقع شده‌است.